# Ablabesmyia aurea
Ablabesmyia aurea är en tvåvingeart som först beskrevs av Oskar Augustus Johannsen 1907.  Ablabesmyia aurea ingår i släktet Ablabesmyia och familjen fjädermyggor.
Artens utbredningsområde är Kansas. Inga underarter finns listade i Catalogue of Life.